# Élections européennes de 2014 à Chypre
Les élections européennes de 2014 ont eu lieu entre le 22 et le 25 mai selon les pays, et le samedi 24 mai 2014 à Chypre. Ces élections étaient les premières depuis l'entrée en vigueur du Traité de Lisbonne qui a renforcé les pouvoirs du Parlement européen et modifié la répartition des sièges entre les différents États-membres. Néanmoins, les Chypriotes ont élu le même nombre de députés qu'en 2009, c'est-à-dire six.

## Mode de scrutin
Les six eurodéputés chypriotes sont élus au scrutin proportionnel plurinominal par vote préférentiel. Chaque partie se voit ensuite attribuer un nombre de sièges calculé selon la méthode du plus fort reste, les sièges étant ensuite attribués aux candidats de ce parti ayant obtenu le plus de voix.

## Partis et candidats
| DISY EROKO                                                                   | Stavros Zenios         | DISY: PPE EROKO: PDE |
| AKEL                                                                         | Stavros Evagorou       | PGE                  |
| DIKO                                                                         | Konstantinos Aristidou |                      |
| EDEK-KOP                                                                     | Stavros Yallouridis    | EDEK: PSE KOP: PVE   |
| ELAM                                                                         | Marios Vasileiou       |                      |
| Message d'espoir                                                             | George Georgiou        |                      |
| Coalition citoyenne                                                          | George Lillikas        |                      |
| Parti socialiste chypriote                                                   | Mehmet Birinci         |                      |
| Parti chypriote des animaux                                                  | Kyriacos Kyriacou      |                      |
| Candidats indépendants: - Şener Levent - Erkin Ahmet Salih - Andreas Ioannou |                        |                      |

## Résultats

### Résultats nationaux
| Parti ou coalition       | Parti ou coalition                            | Voix    | %       | +/-  | Sièges | +/-           | Groupe  |
| ------------------------ | --------------------------------------------- | ------- | ------- | ---- | ------ | ------------- | ------- |
|                          | Rassemblement démocrate (DISY)                | 97 732  | 37,75   | 2,1  | 2      | en stagnation | PPE     |
|                          | Parti progressiste des travailleurs (AKEL)    | 69 852  | 26,98   | 7,9  | 2      | en stagnation | GUE/GVN |
|                          | Parti démocrate (DIKO) - Mouvement écologiste | 28 044  | 10,83   | 1,45 | 1      | en stagnation | S&D     |
|                          | Mouvement pour la démocratie sociale (EDEK)   | 19 894  | 7,68    | 2,17 | 1      | en stagnation | S&D     |
|                          | Alliance des citoyens (SYPOL-KOSP)            | 17 549  | 6,78    | Nv.  | 0      | Nv.           |         |
|                          | Message d'espoir                              | 9 907   | 3,83    | Nv.  | 0      | Nv.           |         |
|                          | Front populaire national                      | 6 957   | 2,69    | 2,47 | 0      | en stagnation |         |
|                          | Levent Şener                                  | 2 718   | 1,05    | Nv.  | 0      | Nv.           |         |
|                          | Parti animaliste de Chypre                    | 2 288   | 0,88    | Nv.  | 0      | Nv.           |         |
|                          | Drasy - Eylem                                 | 2 220   | 0,86    | Nv.  | 0      | Nv.           |         |
|                          | Andreas Efstratiou (en)                       | 464     | 0,18    | Nv.  | 0      | Nv.           |         |
|                          | Kostas Kyriacou (en)                          | 326     | 0,13    | Nv.  | 0      | Nv.           |         |
|                          | Andreas Ioannou                               | 282     | 0,11    | Nv.  | 0      | Nv.           |         |
|                          | Parti socialiste chypriote                    | 278     | 0,11    | Nv.  | 0      | Nv.           |         |
|                          | Michalis Minas                                | 197     | 0,08    | Nv.  | 0      | Nv.           |         |
|                          | Théodoulou Théodoulos                         | 73      | 0,03    | Nv.  | 0      | Nv.           |         |
|                          | Adamos Christoforou                           | 68      | 0,03    | Nv.  | 0      | Nv.           |         |
|                          | Loucas Stavrou                                | 65      | 0,03    | Nv.  | 0      | Nv.           |         |
|                          |                                               |         |         |      |        |               |         |
| Votes valides            | Votes valides                                 | 258 913 | 97,01 % |      |        |               |         |
| Votes nuls               | Votes nuls                                    | 7 977   | 2,99    |      |        |               |         |
| Total                    | Total                                         | 266 891 | 100     | -    | 6      | en stagnation | -       |
| Abstentions              | Abstentions                                   | 340 025 |         |      |        |               |         |
| Inscrits / Participation | Inscrits / Participation                      | 606 916 | 43,97   |      |        |               |         |

### Analyse
Avec une participation de 43,97 %, les Chypriotes se sont bien moins rendus aux urnes qu'en 2009 (59,40 %) et qu'en 2004 (72,5 %).
Les élections européennes n'ont pas changé la composition politique de la délégation chypriote au Parlement européen, aucun parti n'ayant perdu ou gagné de siège. De plus, l'ordre d'arrivée entre les différents partis est identique à celle observée en 2009. En effet, le DISY a terminé en tête du scrutin, en renforçant son avance sur AKEL. Les élus de DISY sont l'eurodeputée sortante Eléni Theochárous, seule femme de la délégation chypriote, et Chrístos Stylianídis, ancien porte-parole du gouvernement et probable candidat au poste de commissaire européen représentant Chypre. Les deux élus d'AKEL, qui a mené une campagne prônant le règlement de la division de l'île et la lutte contre les politiques d'austérité, sont Tákis Chatzigeorgíou, eurodéputé sortant et l'ancien ministre du Commerce, de l'industrie et du tourisme Neoklís Sylikiótis.
Les centristes de DIKO a conservé sa troisième place, en faisant élire Kóstas Mavrídis, qui a obtenu plus de voix préférentielles que le sortant Antigóni Papadopoúlou, et qui siégera comme son prédécesseur au sein de l'Alliance progressiste des socialistes et démocrates au Parlement européen (S&D). Le sixième élu chypriote, qui siégera également dans le groupe S&D, est Dimítris Papadákis.